# Kitob
Kitob es una localidad de Uzbekistán, en la provincia de Kashkadar.
Se encuentra a una altitud de 651 m sobre el nivel del mar. 

## Demografía
Según estimación 2010 contaba con una población de 43 961 habitantes, la mayoría de los cuales son tayikos